# ووچکوویتسا (کنیچ)
ووچکوویتسا (به صربی: Vučkovica) یک منطقهٔ مسکونی در صربستان است که در کنیچ واقع شده‌است.